# Association sportive des forces armées de Guinée
 (octobre 2017).
Si vous disposez d'ouvrages ou d'articles de référence ou si vous connaissez des sites web de qualité traitant du thème abordé ici, merci de compléter l'article en donnant les références utiles à sa vérifiabilité et en les liant à la section « Notes et références ».
Actualités
L'Association sportive des forces armées de Guinée, connue sous le nom d'ASFAG, est un club de football guinéen basé à Conakry. L'équipe a joué plusieurs saisons au sein du Championnat de Guinée de football, dont elle a remporté l'édition de 2003.

## Palmarès
| Compétitions nationales                                                                                | Compétitions internationales |
| - Championnat de Guinée (1) - Champion : 2003 - Coupe de Guinée (3) : - Vainqueur : 1987, 1991 et 1996 |                              |